# Lulunga
Lulunga  es un distrito de la división administrativa de Ha'apai, en Tonga. Su capital es Ha'afeva. Tiene una población de 660 habitantes en 2021. 